# یواس‌اس کروال (اس‌اس-۲۹۱)
یواس‌اس کروال (اس‌اس-۲۹۱) (به انگلیسی: USS Crevalle (SS-291)) یک زیردریایی بود که طول آن ۳۱۱ فوت ۹ اینچ (۹۵٫۰۲ متر) بود. این زیردریایی در سال ۱۹۴۳ ساخته شد.